# Thaumaglossa americana
Thaumaglossa americana är en skalbaggsart som först beskrevs av Jayne 1882.  Thaumaglossa americana ingår i släktet Thaumaglossa och familjen ängrar. Inga underarter finns listade i Catalogue of Life.